# ذبیح‌الله ذبیح‌پور
ذبیح‌الله ذبیح‌پور بازیگر سینما و تلویزیون و ورزشکار اهل ایران بوده‌است که در ۶ رشته ورزشی رزمی موفق به کسب مقام شده و در بیش از ۱۰۰ فیلم و مجموعه تلویزیونی نیز ایفای نقش کرده‌است.

## زندگی‌نامه
ذبیح‌الله ذبیح‌پور در سال ۱۳۲۱ زاده شد و به دلیل علاقه به ورزش‌های رزمی داشت به فعالیت در این رشته ورزشی روی آورد و توانست کمربند مشکی دان ۷ در رشته کشتی کج را از آن خودکند و در سال ۱۳۴۰ نیز قهرمان کشتی کج شد. وی همچنین در رشته‌های ورزشی شمشیربازی، سوارکاری، رزم ایران، بوکس و ووشو جوایزی را از آن خود کرده‌است.
در سال ۱۳۴۵ با بازی در فیلم بیست سال انتظار به کارگردانی مهدی رئیس فیروز وارد سینما شد. وی پس از بازی در این فیلم یکی از بازیگران سینمای ایران شد که در چند فیلم حضور داشت و به جز بازیگری مدیرتولید بدلکار و سرپرست بدلکاران فیلم‌ها نیز بود؛ که از جمله آن هامی توان به فیلم ساحره اشاره کرد که وی هم بازیگری و هم مدیرتولیدی آن را برعهده داشت. ذبیح‌پور در فیلم‌هایی مانند تکخال و ستارخان نیز همزمان بازیگر و بدلکار بازیگران دیگر فیلم نیز بود. وی در تک خال بدلکار فروزان و در ستارخان نیز بدلکار علی نصیریان بود که تمامی صحنه‌های اسب سواری نصیریان را اجرا کرد.
ذبیح‌پور در سال ۱۳۵۶ با بازی در مجموعه تلویزیونی غارتگران وارد تلویزیون شد.
وی به جز فعالیت در فیلم‌ها و مجموعه‌های تلویزیونی ایرانی در چندین فیلم بین‌المللی نیز به عنوان بازیگر و بدلکار حضور داشت که از جمله آن‌ها می‌توان از گلگو ۱۳ و کاروان‌ها نام برد.
ذبیح‌پور همچنان که در فیلم‌ها به جز بازیگری، بدلکاری را نیز انجام می‌داد در مجموعه‌های تلویزیونی هم به عنوان بازیگر، بدلکار حضور پیدا می‌کرد. وی در مجموعه تلویزیونی امام علی ساخته داود میرباقری، مربی سوارکاری، مربی شمشیربازی و بازیگر بوده‌است؛ و در مجموعه تلویزیونی‌های دیگری همچون قدرت و اسلام: امپراتوری ایمان نیز بازیگر و مربی سوارکاری بود.
از جمله کارهای اخیر وی می‌توان به فیلم‌های ملک سلیمان و رستاخیز اشاره کرد. ذبیح در این فیلم‌ها علاوه بر بازیگری، مربی سوارکاری، مربی شمشیربازی و سرپرست بدلکاران بوده‌است.

## فیلم‌شناسی
1. رنجر (۱۳۷۸)
2. لانه عقاب‌ها (۱۳۷۸)
3. پنجه در خاک (۱۳۷۶)
4. ارابه مرگ (۱۳۷۵)
5. جستجوگر (۱۳۶۸)
6. ساوالان (۱۳۶۸)
7. اتاق یک (۱۳۶۵)
8. زخم خنجر رفیق (۱۳۵۷)
9. گدای اشراف‌زاده (۱۳۵۷)
10. مشت مرد (۱۳۵۷)
11. پرستوهای عاشق (۱۳۵۶)
12. تازه عروس (۱۳۵۶)
13. تلافی (۱۳۵۶)
14. جای امن (۱۳۵۶)
15. حرمت رفیق (۱۳۵۶)
16. خدا قوت (۱۳۵۶)
17. زن (۱۳۵۶)
18. شب آفتابی (۱۳۵۶)
19. صمد در راه اژدها (۱۳۵۶)
20. فریاد زیر آب (۱۳۵۶)
21. قول مرد (۱۳۵۶)
22. کلام حق (۱۳۵۶)
23. مشکل آقای اعتماد (۱۳۵۶)
24. آتش جنوب (۱۳۵۵)
25. بی گناه (۱۳۵۵)
26. بیدار در شهر (۱۳۵۵)
27. پاکباخته (۱۳۵۵)
28. تنها حامی (۱۳۵۵)
29. جایزه (۱۳۵۵)
30. غرور و تعصب (۱۳۵۵)
31. کلک نزن خوشگله (۱۳۵۵)
32. هیولا (۱۳۵۵)
33. پلنگ در شب (۱۳۵۴)
34. راننده اجباری (۱۳۵۴)
35. عمو فوتبالی (۱۳۵۴)
36. قسم (۱۳۵۴)
37. کینه (۱۳۵۴)
38. ممل آمریکایی (۱۳۵۴)
39. هدف (۱۳۵۴)
40. همسفر (۱۳۵۴)
41. آقا مهدی وارد می‌شود (۱۳۵۳)
42. ابرمرد (۱۳۵۳)
43. الکی خوش (۱۳۵۳)
44. این دست کجه (۱۳۵۳)
45. پری خوشگله (۱۳۵۳)
46. ترکمن (۱۳۵۳)
47. جوانمرد (۱۳۵۳)
48. جوجه فکلی (۱۳۵۳)
49. شکست ناپذیر (۱۳۵۳)
50. شوهر کرایه‌ای (۱۳۵۳)
51. ماجراجویان خشن (۱۳۵۳)
52. ماشین مشتی ممدلی (۱۳۵۳)
53. مهدی فرنگی (۱۳۵۳)
54. مواظب کلات باش (۱۳۵۳)
55. هیاهو (۱۳۵۳)
56. آقای جاهل (۱۳۵۲)
57. جبار سرجوخه فراری (۱۳۵۲)
58. در آخرین لحظه (۱۳۵۲)
59. دل خودش می خواد (۱۳۵۲)
60. گرگ بیزار (۱۳۵۲)
61. مترس (۱۳۵۲)
62. مروارید (۱۳۵۲)
63. ناخدا باخدا (۱۳۵۲)
64. احمد چوپان (۱۳۵۱)
65. اعجوبه‌ها (۱۳۵۱)
66. خیلی هم ممنون (۱۳۵۱)
67. ساحره (۱۳۵۱)
68. قمار زندگی (۱۳۵۱)
69. مرد اجاره‌ای (۱۳۵۱)
70. مردی در طوفان (۱۳۵۱)
71. بده در راه خدا (۱۳۵۰)
72. حیدر (۱۳۵۰)

### تلویزیونی
- غارتگران (۱۳۵۷–۱۳۵۶)